# Iwan Lebanow
Iwan Lebanow (bułg. Иван Лебанов, ur. 10 grudnia 1957 w Gostuniu) – bułgarski biegacz narciarski, brązowy medalista olimpijski i mistrz świata juniorów.

## Kariera
Igrzyska w Innsbrucku w 1976 r. były jego olimpijskim debiutem. Zajął tam 24. miejsce w biegu na 15 km techniką klasyczną, a wraz z kolegami z reprezentacji był czternasty w sztafecie. Swój największy sukces w karierze osiągnął podczas igrzysk olimpijskich w Lake Placid, gdzie zdobył brązowy medal w biegu na 30 km techniką klasyczną. Wyprzedziło go jedynie dwóch reprezentantów Związku Radzieckiego: zwycięzca Nikołaj Zimiatow oraz drugi na mecie Wasilij Roczew. Lebanow został tym samym pierwszym bułgarskim medalistą w historii zimowych igrzysk olimpijskich. Na igrzyskach w Lake Placid zajął także 15. miejsce w biegu na 15 km stylem klasycznym. Na późniejszych igrzyskach już nie startował.
W 1978 roku był szesnasty w biegu na 15 km podczas mistrzostw świata w Lahti. Ponadto na mistrzostwach świata juniorów w Sainte-Croix w 1977 roku zdobył złoty medal w biegu na 15 km, a w sztafecie był ósmy. Najlepsze wyniki w Pucharze Świata osiągnął w sezonie 1981/1982, kiedy to zajął 41. miejsce w klasyfikacji generalnej. Nigdy nie stanął na podium zawodów pucharowych.
Jest także wielokrotnym medalistą mistrzostw Bułgarii. Został wybrany najlepszym sportowcem zimowy Bułgarii w XX wieku. Po zakończeniu kariery zawodniczej w 1985 r. został członkiem Bułgarskiego Komitetu Olimpijskiego oraz Bułgarskiej Federacji Narciarskiej. Zajął się także polityką, a w 2007 r. został wybrany na burmistrza miasta Welingrad, w którym dorastał.

## Osiągnięcia

### Igrzyska olimpijskie
| Miejsce | Dzień     | Rok  | Miejscowość | Konkurencja             | Czas biegu | Strata    | Zwycięzca        |
| ------- | --------- | ---- | ----------- | ----------------------- | ---------- | --------- | ---------------- |
| 24.     | 8 lutego  | 1976 | Innsbruck   | 15 km stylem klasycznym | 43:58,47   | +3:03,94  | Nikołaj Bażukow  |
| 14.     | 11 lutego | 1976 | Innsbruck   | Sztafeta 4 × 10 km      | 2:07:59,72 | +11:45,94 | Finlandia        |
| 3.      | 14 lutego | 1980 | Lake Placid | 30 km stylem klasycznym | 1:27:02,80 | +1:01,07  | Nikołaj Zimiatow |
| 15.     | 17 lutego | 1980 | Lake Placid | 15 km stylem klasycznym | 41:57,63   | +1:39,69  | Thomas Wassberg  |

### Mistrzostwa świata
| Miejsce | Dzień     | Rok  | Miejscowość | Konkurencja             | Czas biegu | Strata  | Zwycięzca      |
| ------- | --------- | ---- | ----------- | ----------------------- | ---------- | ------- | -------------- |
| 16.     | 22 lutego | 1978 | Lahti       | 15 km stylem klasycznym | 49:09,37   | +1:35,3 | Józef Łuszczek |

### Mistrzostwa świata juniorów
| Miejsce | Dzień    | Rok  | Miejscowość  | Konkurencja             | Czas biegu | Strata   | Zwycięzca |
| ------- | -------- | ---- | ------------ | ----------------------- | ---------- | -------- | --------- |
| 1.      | ? lutego | 1977 | Sainte-Croix | 15 km stylem klasycznym | 48:55,66   | -        | -         |
| 8.      | ? lutego | 1977 | Sainte-Croix | Sztafeta 3 × 10 km      | 1:50:43,59 | +7:17,48 | ZSRR      |

### Puchar Świata

#### Miejsca w klasyfikacji generalnej
- sezon 1981/1982: 41.
- sezon 1982/1983: 48.
- sezon 1983/1984: 48.
- sezon 1984/1985: 63.

#### Miejsca na podium zawodów PŚ
Lebanow nigdy nie stanął na podium zawodów PŚ.